# 埃爾米特函數
在數學分析的領域中，埃爾米特函數是當一個函數的共軛複數與將原函數的自變數變號後的值相等的复变函數。对于所有在 {\displaystyle f} 定义域内的所有 {\displaystyle x} 满足:
{\displaystyle f(-x)={\overline {f(x)}}}
（其中上横线表示复共轭）
这个定义也可以扩展到两个或多个变量的函数，例如，对于两个变量的函数 {\displaystyle f}，当 {\displaystyle f} 定义域内的所有数对 {\displaystyle (x_{1},x_{2})} 满足
{\displaystyle f(-x_{1},-x_{2})={\overline {f(x_{1},x_{2})}}}
时，它为埃尔米特函数。
根据这个定义,可得出一个很显然的推论:当且仅当
- {\displaystyle f} 的實部為偶函數，并且
- {\displaystyle f} 的虛部為奇函數

时，{\displaystyle f} 是埃尔米特函数。

## 动机
埃尔米特函数经常出现在数学、物理和信号处理中。根据傅里叶变换的基本性质，可以得出以下两条叙述：
- 實函數的傅立葉變換為埃爾米特函數
- 埃爾米特函數的傅立葉變換為實函數

由于实信号的傅里叶变换可以保证是埃尔米特函数，因而可以将埃尔米特奇/偶对称性用于压缩。这使得经过离散傅里叶变换的信号（为一般复数）可以存储在与原实数信号相同的空间中。
- 若 f 为埃尔米特函数，则 {\displaystyle f\star g=f*g}.

其中 {\displaystyle \star } 是互相关，而 {\displaystyle *} 是卷积。
- 若 f 与 g 都是埃尔米特函数，则 {\displaystyle f\star g=g\star f}。